# Alexander McCall Smith
Pour les articles homonymes, voir Alexander Smith, McCall et Smith.
 (juin 2024).
Alexander McCall Smith est un écrivain et juriste britannique d'origine écossaise, né le 24 août 1948 à Bulawayo (en Rhodésie, aujourd'hui au Zimbabwe).
Il devient un expert très connu de droit appliqué à la médecine et la bioéthique vers la fin du XXe siècle, et fait partie de comités britanniques et internationaux mandatés pour traiter de ces sujets.
Il est toutefois surtout connu pour ses romans policiers, notamment la série Les Enquêtes de Mma Ramotswe.

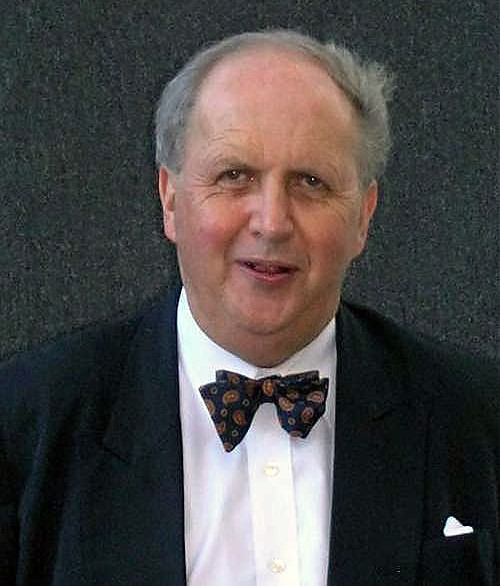
Alexander McCall Smith (2007)

## Biographie
Élevé pendant toute son enfance et son adolescence à Bulawayo, il déménage en Écosse pour étudier le droit à l'université d'Édimbourg, matière qu'il enseigne, à partir de 1981, à l'université du Botswana, à Gaborone. En 1984, il retourne vivre à Édimbourg, où il est professeur de droit de la santé à l'université.
Nommé professeur émérite de l'université d'Édimbourg, il devient président du Comité d'éthique du British Medical Journal jusqu'en 2002, ainsi que vice-président de la Commission sur la génétique humaine du Royaume-Uni et membre du Comité international de bioéthique à l'UNESCO.
Il est également bassoniste amateur et cofondateur du Really Terrible Orchestra. Le 3 juillet 2024, il est adoubé à Edimbourg par le roi Charles III et devient Sir Alexander McCall Smith.

## Œuvre

### Romans

#### SérieLes enquêtes de Mma Ramotswe
La journaliste Véronique Maurus indique, en 2010, dans Le Monde des livres, que la série de romans serait traduite en trente-six langues.
- 1998 : (en) The No. 1 Ladies' Detective Agency, Polygon  (ISBN 0-7486-6252-9) (fr) Mma Ramotswe détective, traduit par Élisabeth Kern, Paris, Éditions 10/18, coll. « Grands détectives » no 3573, 2003, 249 p. (ISBN 2-264-03601-X), (BNF 39074783)
- 2000 : (en) Tears of the Giraffe (fr) Les Larmes de la girafe, traduit par Élisabeth Kern, Paris, Éditions 10/18, coll. « Grands détectives » no 3574, 2003, 237 p. (ISBN 2-264-03602-8), (BNF 39074773)
- 2001 : (en) Morality for Beautiful Girls (fr) Vague à l'âme au Botswana, traduit par Élisabeth Kern, Paris, Éditions 10/18, coll. « Grands détectives » no 3637, 2004, 249 p. (ISBN 2-264-03603-6), (BNF 39154108)
- 2002 : (en) The Kalahari Typing School for Men (fr) Les Mots perdus du Kalahari, traduit par Élisabeth Kern, Paris, Éditions 10/18, coll. « Grands détectives » no 3718, 2004, 222 p. (ISBN 2-264-03763-6), (BNF 39249458)
- 2004 : (en) The Full Cupboard of Life (fr) La vie comme elle va, traduit par Élisabeth Kern, Paris, Éditions 10/18, coll. « Grands détectives » no 3688, 2005, 236 p. (ISBN 2-264-03764-4), (BNF 39969297)
- 2004 : (en) In the Company of Cheerful Ladies (fr) En charmante compagnie, traduit par Élisabeth Kern, Paris, Éditions 10/18, coll. « Grands détectives » no 3820, 2005, 281 p. (ISBN 2-264-03762-8), (BNF 40054487)
- 2006 : (en) Blue Shoes and Happiness (fr) 1 cobra, 2 souliers et beaucoup d'ennuis, traduit par Élisabeth Kern, Paris, Éditions 10/18, coll. « Grands détectives » no 3975, 2007, 254 p. (ISBN 978-2-264-04455-6), (BNF 40969071)
- 2007 : (en) The Good Husband of Zebra Drive (fr) Le Bon Mari de Zebra Drive, traduit par Élisabeth Kern, Paris, Éditions 10/18, coll. « Grands détectives » no 4097, 2008, 253 p. (ISBN 978-2-264-04456-3), (BNF 41203320)
- 2008 : (en) The Miracle at Speedy Motors (fr) Miracle à Speedy Motors, traduit par Élisabeth Kern, Paris, Éditions 10/18, coll. « Grands détectives » no 4226, 2009, 252 p. (ISBN 978-2-264-04836-3), (BNF 41409120)
- 2009 : (en) Tea Time for the Traditonally Built (fr) Vérité et Feuilles de thé, traduit par Élisabeth Kern, Paris, Éditions 10/18, coll. « Grands détectives » no 4297, 2010, 254 p. (ISBN 978-2-264-05019-9), (BNF 42133200)
- 2010 : (en) The Double Comfort Safari Club (fr) Un safari tout confort, traduit par Élisabeth Kern, Paris, Éditions 10/18, coll. « Grands détectives » no 4445, 2011, 253 p. (ISBN 978-2-264-05227-8), (BNF 42461247)
- 2011 : (en) The Saturday Big Tent Wedding Party (fr) Le mariage avait lieu un samedi, traduit par Élisabeth Kern, Paris, Éditions 10/18, coll. « Grands détectives » no 4536, 2012, 288 p. (ISBN 978-2-264-05640-5), (BNF 42684163)
- 2012 : (en) The Limpopo Academy of Private Detection (fr) L'École de détectives privés du Limpopo, traduit par Élisabeth Kern, Paris, Éditions 10/18, coll. « Grands détectives » no 4665, 2013, 333 p. (ISBN 978-2-264-06009-9), (BNF 43560241)
- 2013 : (en) The Minor Adjustment Beauty Salon  (ISBN 978-0349139289) (fr) L'Institut de beauté des rectifications mineures, traduit par Élisabeth Kern, Paris, Éditions 10/18, coll. « Grands détectives » no 4823, 2014, 332 p. (ISBN 978-2-264-06373-1), (BNF 43896721)
- 2014 : (en) The Handsome Man's De Luxe Café  (ISBN 978-0307911544) (fr) Le Café de luxe pour beaux messieurs, traduit par Élisabeth Kern, Paris, Éditions 10/18, coll. « Grands détectives » no 5011, 2015 312 p. (ISBN 978-2-264-06657-2)
- 2015 : (en) The Woman Who Walked in Sunshine (fr) Les Vacances de Mma Ramotswe, traduit par Élisabeth Kern, Paris, Éditions 10/18, coll. « Grands détectives » no 5108, 2016, 285 p. (ISBN 978-2-264-06901-6)
- 2016 : (en) Precious and Grace (fr) Precious et Grace, traduit par Élisabeth Kern, Paris, Éditions 10/18, coll. « Grands détectives » no 5234, 2017, 312 p. (ISBN 978-2-264-07120-0)
- 2017 : (en) The House of Unexpected Sisters
- 2018 : (en) The Colours of All the Cattle
- 2019 : (en) To the Land of Long Lost Friends
- 2020 : (en) How To Raise an Elephant
- 2021 : (en) The Joy and Light Bus Company

#### SérieIsabel Dalhousie
Cette série met en scène Isabel Dalhousie, rédactrice en chef d'une revue de philosophie et enquêtrice amateur.
- 2004 : (en) The Sunday Philosophy Club (fr) Le Club des philosophes amateurs, traduit par François Rosso, Paris, Éditions des Deux Terres, 2005, 252 p. (ISBN 978-2-84893-023-7), (BNF 40057187) ; réédition, Paris, Éditions 10/18, coll. « Grands détectives » no 3931, 2006, 300 p. (ISBN 978-2-264-04400-6) (BNF 40242312) ; réédition dans une traduction révisée, Paris, Éditions du Masque, coll. « Masque poche », 2018, 296 p. (ISBN 978-2-7024-4895-3)
- 2005 : (en) Friends, Lovers, Chocolate (fr) Amis, Amants, Chocolat, traduit par Martine Skopan, Paris, Éditions des Deux Terres, 2006, 250 p. (ISBN 978-2-84893-033-6), (BNF 40219119) ; réédition, Paris, Éditions 10/18, coll. « Grands détectives » no 4062, 2007, 254 p. (ISBN 978-2-264-04401-3) (BNF 41129775) ; réédition, Paris, Éditions du Masque, coll. « Masque poche », 2018, 277 p. (ISBN 978-2-7024-4892-2)
- 2006 : (en) The Right Attitude to Rain (fr) Une question d'attitude, traduit par Martine Skopan, Paris, Éditions des Deux Terres, 2007, 250 p. (ISBN 978-2-84893-044-2), (BNF 41123310) ; réédition, Paris, Éditions 10/18, coll. « Grands détectives » no 4159, 2008, 279 p. (ISBN 978-2-264-04402-0) (BNF 41355668) ; réédition dans une traduction révisée, Paris, Éditions du Masque, coll. « Masque poche », 2019, 304 p. (ISBN 978-2-7024-4924-0)
- 2007 : (en) The Careful Use of Compliments (fr) Le Bon Usage des compliments, traduit par Martine Skopan, Paris, Éditions des Deux Terres, 2008, 295 p. (ISBN 978-2-84893-055-8), (BNF 41359765) ; réédition, Paris, Éditions 10/18, coll. « Grands détectives » no 4271, 2009, 295 p. (ISBN 978-2-264-04403-7) (BNF 42081594)
- 2008 : (en) The Comfort of Saturdays (titre anglais) ou The Comforts of a Muddy Saturday (titre américain) (fr) La Douce Tranquillité des samedis, traduit par Martine Skopan, Paris, Éditions des Deux Terres, 2009, 283 p. (ISBN 978-2-84893-063-3), (BNF 42089280) ; réédition, Paris, éditions 10/18, coll. « Grands détectives » no 4401, 2010, 284 p. (ISBN 978-2-264-05180-6)
- 2009 : (en) The Lost Art of Gratitude (fr) L’Importance d’être reconnaissant, traduit par Martine Skopan, Paris, Éditions des Deux Terres, 2010 288 p. (ISBN 978-2-84893-081-7) ; réédition, Paris, éditions 10/18, coll. « Grands détectives » no 4489, 2011, 261 p. (ISBN 978-2-264-05181-3)
- 2010 : (en) The Charming Quirks of Others (fr) Les Charmants Travers de nos semblables, traduit par Martine Skopan, Paris, Éditions des Deux Terres, 2011, 297 p. (ISBN 978-2-84893-102-9) ; réédition, Paris, éditions 10/18, coll. « Grands détectives » no 4600, 2012, 284 p. (ISBN 978-2-264-05181-3)
- 2011 : (en) The Forgotten Affairs of Youth (fr) Les Lointains Tourments de la jeunesse, traduit par Martine Skopan, Paris, Éditions des Deux Terres, 2012, 297 p. (ISBN 978-2-84893-123-4) ; réédition, Paris, éditions 10/18, coll. « Grands détectives » no 4726, 2013, 261 p. (ISBN 978-2-264-06025-9)
- 2012 : (en) The Uncommon Appeal of Clouds (fr) L'air d'été est rempli de promesses, traduit par Martine Skopan, Paris, Éditions des Deux Terres, 2013, 296 p. (ISBN 978-2-84893-144-9)
- 2015 : (en) The Novel Habits of Happiness (fr) Les voies du bonheur sont imprévisibles, traduit par Martine Skopan, Paris, Éditions des Deux Terres, 2015, 280 p. (ISBN 978-2-84893-228-6)
- 2017 : (en) A Distant View of Everything (fr) Un peu de recul chère Isabel !, traduit par Denyse Beaulieu, Paris, Éditions Jean-Claude Lattès, 2018, 333 p. (ISBN 978-2-7096-6220-8)
- 2018 : (en) The Quiet Side of Passion
- 2020 : (en) The Geometry of Holding Hands

#### SérieDrvon Igelfeld
Aucun des romans de cette série n'a encore été traduit en français.
- 2003 : (en) Portuguese Irregular Verbs
- 2003 : (en) The Finer Points of Sausage Dogs
- 2003 : (en) At the Villa of Reduced Circumstances
- 2011 : (en) Unusual Uses for Olive Oil

#### SérieChroniques d'Édimbourg
D'abord écrites sous la forme de roman-feuilletons publiés dans The Scotsman avant d'être reprises et publiées sous la forme romans, les chroniques mettent en scène par chapitres courts les habitants d'un même immeuble, le 44 Scotland Street, regroupant des personnages très divers allant de l'anthropologue âgée au petit garçon surdoué.
- 2005 : (en) 44 Scotland Street (fr) 44 Scotland Street, traduit par Élisabeth Kern, Paris, Éditions 10/18, coll. « Domaine étranger » no 4137, 2007, 413 p. (ISBN 978-2-264-04327-6), (BNF 41276714)
- 2005 : (en) Espresso Tales (fr) Édimbourg Express, traduit par Élisabeth Kern, Paris, Éditions 10/18, coll. « Domaine étranger » no 4235, 2009, 429 p. (ISBN 978-2-264-04965-0), (BNF 41494481)
- 2006 : (en) Love Over Scotland (fr) L'Amour en kilt, traduit par Élisabeth Kern, Paris, Éditions 10/18, coll. « Littérature étrangère » no 4352, 2009, 446 p. (ISBN 978-2-264-04744-1), (BNF 41493635)
- 2007 : (en) The World According to Bertie (fr) Le Monde selon Bertie, traduit par Élisabeth Kern, Paris, Éditions 10/18, coll. « Littérature étrangère » no 4761, 2013 450 p. (ISBN 978-2-264-06161-4), (BNF 42237048)
- 2008 : (en) The Unbearable Lightness of Scones (fr) L'Insoutenable Légèreté des scones, traduit par Élisabeth Kern, Paris, Éditions 10/18, coll. « Littérature étrangère » no 4741, 2014 428 p. (ISBN 978-2-264-06201-7), (BNF 43785974)
- 2010 : (en) The Importance of Being Seven (fr) De l'importance d'avoir sept ans, traduit par Élisabeth Kern, Paris, Éditions 10/18, coll. « Littérature étrangère » no 4900, 2015, 360 p. (ISBN 978-2-264-05933-8), (BNF 44292147)
- 2011 : (en) Bertie Plays the Blues (fr) Le Blues de Bertie, traduit par Élisabeth Kern, Paris, Éditions 10/18, coll. « Littérature étrangère » no 4709, 2016, 312 p. (ISBN 978-2-264-05934-5), (BNF 45016876)
- 2012 : (en) Sunshine on Scotland Street
- 2013 : (en) Bertie's Guide to Life and Mothers
- 2015 : (en) The Revolving Door of Life
- 2016 : (en) The Bertie Project
- 2017 : (en) A Time of Love and Tartan

#### SérieCorduroy Mansions
Aucun des romans de cette série n'a encore été traduit en français.
- 2009 : (en) Corduroy Mansions
- 2010 : (en) The Dog Who Came in From the Cold
- 2011 : (en) A Conspiracy of Friends

#### SérieUlf Varg
- 2019 : (en) The Strange Case of the Moderate Extremists
- 2019 : (en) The Department of Sensitive Crimes
- 2019 : (en) Varg in Love
- 2020 : (en) The Talented Mr. Varg
- 2021 : (en) The Man with the Silver Saab

#### Autres romans
- 2008 : (en) La's Orchestra Saves the World
- 2012 : (en) Trains and Lovers
- 2014 : (en) The Forever Girl
- 2014 : (en) Fatty O'Leary's Dinner Party
- 2015 : (en) Emma (fr) Emma ou Les aventures d'une jeune frivole, traduit par Jocelyne Barsse, Saint-Victor-d'Épine (France), Éditions Terra nova, 2016, 334 p. (ISBN 978-2-8246-0550-0), (BNF 44289130) ; réédition, Bernay, City éditions, 2016, 382 p. (ISBN 978-2-8246-0878-5)
- 2016 : (en) My Italian Bulldozer

### Recueils de contes
- 1991 : (en) Children of Wax: African Folk Tales
- 1995 : (en) Heavenly Date: And Other Flirtations
- 2004 : (en) The Girl Who Married a Lion: And Other Tales from Africa (fr) La Femme qui épousa un lion, traduit par Élisabeth Kern, Paris, Éditions 10/18, coll. « Domaine étranger » no 3877, 2006, 167 p. (ISBN 2-264-04187-0), (BNF 40112886)

### Ouvrages de littérature d'enfance et de jeunesse

#### SérieAkimbo
- 1992 : (en) Akimbo and the Lions (fr) Akimbo et les Lions, traduit par Stéphane Carn ; illustrations de Peter Bailey, Paris, Éditions Gallimard jeunesse, coll. « Folio cadet » no 500, 2008, 80 p.,  (ISBN 978-2-07-057348-6), (BNF 41189819)
- 1993 : (en) Akimbo and the Crocodile Man (fr) 'Akimbo et les Crocodiles, traduit par Stéphane Carn ; illustrations de Peter Bailey, Paris, Éditions Gallimard jeunesse, coll. « Folio cadet » no 486, 2007, 81 p. (ISBN 978-2-07-057349-3), (BNF 40971643)
- 2005 : (en) Akimbo and the Elephants (fr) Akimbo et les Éléphants, traduit par Stéphane Carn ; illustrations de Peter Bailey, Paris, Éditions Gallimard jeunesse, coll. « Folio cadet » no 474, 2006, 92 p. (ISBN 978-2-07-057347-9), (BNF 40141848)
- 2006 : (en) Akimbo and the Snakes (fr) Akimbo et les Serpents, traduit par Stéphane Carn ; illustrations de Peter Bailey, Paris, Éditions Gallimard jeunesse, coll. « Folio cadet » no 519, 2009, 99 p. (ISBN 978-2-07-061692-3), (BNF 41427798)
- 2008 : (en) Akimbo and the Baboons (fr) Akimbo et les Babouins, traduit par Stéphane Carn ; illustrations de Peter Bailey, Paris, Éditions Gallimard jeunesse, coll. « Folio cadet » no 535, 2010, 102 p. (ISBN 978-2-07-062680-9), (BNF 42133027)

#### SérieSchool Ship Tobermory
- 2015 : (en) School Ship Tobermory
- 2016 : (en) The Sands of Shark Island
- 2018 : (en) The Race to Kangaroo Cliff

#### SérieHarriet Bean
- 1990 : (en) The Five Lost Aunts of Harriet Bean (fr) Où sont mes cinq tantes sans tête ?, traduit par Claire Martel ; illustrations de Valérie Nylin, Paris, Éditions Pocket jeunesse, coll. « Pocket junior » no 491, 1999, 130 p. (ISBN 2-266-08614-6), (BNF 37044956)
- 1991 : (en) Harriet Bean and the League of Cheats
- 1993 : (en) The Cowgirl Aunt of Harriet Bean

#### SérieMax & Maddy
- 1997 : (en) Max & Maddy and the Bursting Balloons Mystery
- 1999 : (en) Max & Maddy and the Chocolate Money Mystery

#### SérieYoung Precious Ramotswe
- 2010 : (en) Precious and the Puggies, réédité sous le titre Precious and the Monkeys en 2011
- 2012 : (en) Precious and the Mystery of Meerkat Hill
- 2012 : (en) The Great Cake Mystery
- 2013 : (en) Precious and the Missing Lion
- 2015 : (en) Precious and the Zebra Necklace

#### Autres romans de littérature d'enfance et de jeunesse
- 1980 : (en) The White Hippo
- 1984 : (en) The Perfect Hamburger (fr) Le Meilleur Hamburger du monde, traduit par Myriam Borel, Paris, Éditions Flammarion, coll. « Castor poche » no 845, 2001, 63 p. (ISBN 2-08-161098-1), (BNF 37709450)
- 1988 : (en) Alix and the Tigers
- 1990 : (en) The Tin Dog
- 1991 : (en) Calculator Annie
- 1991 : (en) The Popcorn Pirates
- 1992 : (en) The Doughnut Ring
- 1993 : (en) Who Invented Peanut Butter?
- 1994 : (en) Paddy and the Ratcatcher
- 1995 : (en) The Muscle Machine
- 1996 : (en) The Bubblegum Tree
- 1997 : (en) Bursting Balloons Mystery
- 1999 : (en) Chocolate Money Mystery
- 2000 : (en) Teacher Trouble
- 2006 : (en) Dream Angus
- 2016 : (en) Freddie Mole, Lion Tamer
- 2018 : (en) Hari and his Electric Feet
- 2018 : (en) Max Champion and the Great Race Car Robbery

### Textes académiques
Aucun des ouvrages de cette liste n'est traduit en français.
- 1978 : (en) Power and Manoeuvrability (avec Tony Carty)
- 1983 : (en) Law and Medical Ethics (avec J. Kenyon Mason, texte réédité six fois, dernièrement en 2006)
- 1987 : (en) Butterworths Medico-Legal Encyclopaedia (avec J. Kenyon Mason)
- 1990 : (en) Family Rights: Family Law and Medical Advances (avec Elaine Sutherland)
- 1992 : (en) The Criminal Law of Botswana (avec Kwame Frimpong)
- 1993 : (en) The Duty to Rescue (avec Michael Menlowe, 1993)
- 1992 : (en) Scots Criminal Law (avec David H. Sheldon, réédité en 1997)
- 1997 : (en) Forensic Aspects of Sleep (avec Colin Shapiro)
- 2000 : (en) Justice and the Prosecution of Old Crimes (avec Daniel W. Shuman)
- 2001 : (en) Errors, Medicine and the Law (avec Alan Merry)
- 2003 : (en) A Draft Criminal Code for Scotland (avec Eric Clive, Pamela Ferguson et Christopher Gane)
- 2004 : (en) Creating Humans: Ethical questions where reproduction and science collide (recueil de cours magistraux, enregistrements audio)

### Mémoires
- 2013 : (en) What Auden Can Do for You

## Adaptation
- 2008-2009 : L'Agence no 1 des dames détectives, série télévisée britannico-américaine créée par Richard Curtis et Anthony Minghella d'après la série de romans éponymes d'Alexander McCall Smith